# Pontania herbaceae
Pontania herbaceae är en stekelart som först beskrevs av Cameron 1876.  Pontania herbaceae ingår i släktet Pontania, och familjen bladsteklar. Arten är reproducerande i Sverige.